# James D. Morrow
James D. Morrow (* 1957 oder 1958) ist ein US-amerikanischer Politikwissenschaftler, der als A.F.K. Organski Collegiate Professor of World Politics an der University of Michigan forscht und lehrt. Sein Fachgebiet sind die Internationalen Beziehungen. 2009 amtierte er als Präsident der Peace Science Society (International).
Morrow machte 1978 einen Bachelor-Abschluss in Mathematik am California Institute of Technology. In Politikwissenschaft folgten 1981 das Master-Examen und 1982 die Promotion zum Ph.D. an der University of Rochester. Er wendet der Spieltheorie zur Erforschung internationaler Politik an.
2014 wurde Morrow in die American Academy of Arts and Sciences gewählt.

## Schriften (Auswahl)
- Order within anarchy. The laws of war as an international institution. Cambridge University Press, New York 2014, ISBN 9781107048966.
- Mitherausgeber: Guide to the scientific study of international processes. Wiley, Hoboken 2012, ISBN 9780470672624.
- Game theory for political scientists. Princeton University Press, Princeton 1994, ISBN 0691034303.